# Европейский маршрут E61
Европейский маршрут Е61 — европейский автомобильный маршрут категории А, соединяющий Филлах (Австрия) и Риеку (Хорватия).
На всём протяжении, за исключением небольшого участка в южной Словении, маршрут является автомагистралью.

## Города, через которые проходит маршрут
- Австрия: Филлах — туннель Караванке —
- Словения: Накло (Словения)[англ.] — Любляна — Постойна — Сежана —
- Италия: Фернетти — Триест —
- Словения: Козина (Словения)[англ.] —
- Хорватия: Риека

Е61 связан с маршрутами
| - E55 - E66 - E652 |  | - E70 - E751 - E65 |

## Фотографии
- Е61 в Словении